# Языки Каталонии
В автономной сообществе Каталония, входящей в состав королевства Испания, официальный статус имеют три романских по происхождению языка: каталанский язык (повсеместно), испанский язык (повсеместно) и аранский язык (только в области Аранская долина на северо-западе провинции). К ним следует добавить четвёртый язык — каталонский язык жестов (также имеющий официальный статус). Население Каталонии говорит также и на многих других языках, которые появились здесь в результате недавних волн иммиграции со всех континентов мира. В начале XXI века в регионе по-прежнему широко распространено каталано-испанское двуязычие, однако с конца XIX века в Каталонии здесь также происходит фактическая поляризация населения по обиходному языку: автохтоны всё больше самоидентифицируют себя только с каталонским языком, в то время как в среде иммигрантов из других регионов Испании продолжает сохраняться употребление испанского. Позитивная дискриминация в школах в пользу каталонского языка, получившая распространение в автономии после 1979 года (испанский сохранён в школах фактически только как иностранный язык), также способствует постепенной каталанизации молодёжи.

## История

### Aнтичность
В I—V веках в составе Римской империи произошла античная романизация. Вульгарная латынь на территории современной Каталонии на раннем этапе тяготела к галло-романской подгруппе романской группы индоевропейской семьи языков. Это в том числе объясняется сильным влиянием кельтского субстрата и германского суперстрата по сравнению с кастильским языком.

### Средние века
Установление политических границ в средние века привело к дифференциации центральной Романии на довольно близкие провансальский и каталанский языки.  Последний получил официальный статус в королевстве Арагон. В пределах Арагона произошло существенное расширение каталонского языка в средние века: в ходе Реконкисты он вытеснил арабский язык Валенсии и соседствовашие с ним мосарабские говоры, распространился на Балеарские острова и частично на запад о. Сардиния. Сохраняется богатая средневековая литература на обоих языках средневекового периода. В XIII—XIV контингенты альмoгаваров широко использовали каталонский язык по всему северному средизменоморью: на нём написана знаменитая Хроника Мунтанера о боевых действия против мусульман в Малой Азии.
Заключение унии с Испанией привело к постепенному усилению позиций кастильского языка и в самой Каталонии. Однако период падения интереса к нему завершился в XIX веке завершился в XIX веке: в этот период Каталония стала очагом индустриализации и прогресса в отсталой и захолустной Испании. Зажиточная каталонская буржуазия начала активно противопоставлять свою языковую идентичностью обнищавшим испанским дворянам и крестьянам, устремившимся на работу в каталанские фабрики и заводы. Регион охватил так называемый каталанский ренессанс (Renaixença), завершившийся фактически лишь после установления диктатуры Франко. Длительное время испанский (кастильский) язык был единственным официальным языком провинции. В период между концом XVIII столетия и 1975 годом, когда завершилась диктатура Франко, правительство Испании проводило политики полной испанизации. После смерти Франко положение изменилось: в Уставе Каталонской Автономии 1979 года лишь каталанский язык объявлялся «собственным языком Каталонии». В 1980-х годах все школы и ВУЗы Каталонии были обязаны использовать только каталанский язык в качестве единственного языка классного образования; испанский же язык в школах Каталонии разрешено преподавать в школах как предмет в объёме два часа в неделю. В 2010 году часть положений Устава Каталонской Автономии была отменена Конституционным судом Испании.

### Современность

Родной язык в Каталонии. Опросы 2008 года

Вопрос о предоставлении равных прав обоим языкам сильно политизирован. При этом из-за массовой иммиграции в провинцию выходцев из других регионов Испании именно испанский язык является преобладающим в общении, кино, печатной продукции. Фактически именно каталанский диалект испанского языка по-прежнему преобладает как родной язык населения — несмотря на то, что его употребление в сфере образования ограничено. Данная языковая политика каталонских властей является причиной трений с властями страны.

## Статистика опросов
| Языковая населения Каталонии по данным исследователей (2013) |                         |                        |                |
|                                                              | Фактический родной язык | Язык самоидентификации | Обиходный язык |
| Каталанский                                                  | 31,0 %                  | 36,4 %                 | 36,3 %         |
| Испанский                                                    | 55,1 %                  | 47,5 %                 | 50,7 %         |
| Оба                                                          | 2,4 %                   | 7,0 %                  | 6,8 %          |
| Аранский                                                     | 0,0 %                   | 0,0 %                  | 0,0 %          |
| Прочие                                                       | 11,4 %                  | 9,0 %                  | 6,1 %          |